# Eremalche
Genre
Classification phylogénétique
Le genre Eremalche est un ensemble d'espèces de la famille Malvaceae. Toutes sont endémiques du Sud-Ouest désertique des États-Unis d'Amérique.

## Liste des espèces
Selon Catalogue of Life (29 avril 2017) :
- Eremalche exilis (A. Gray) Greene
- Eremalche parryi (Greene) Greene
- Eremalche rotundifolia (A. Gray) Greene

Une plante rare de Californie, autrefois nommée Eremalche kernensis, est aujourd'hui considérée comme la sous-espèce Eremalche parryi ssp kernensis.